# Tompafogú cápa
A tompafogú cápa (Leptocharias smithii) a porcos halak (Chondrichthyes) osztályába, a kékcápaalakúak (Carcharhiniformes) rendjébe és Leptochariidae családba tartozó  nem egyetlen faja.

## Előfordulása
Az Atlanti-óceánban él. A vizek magasabb régióinak lakója, 15 és 75 méteres mélység között fordul elő.

## Megjelenése
Testhossza 77-82 centiméter.